# Osgyán
Osgyán (szlovákul Ožďany) község Szlovákiában, a Besztercebányai kerület Rimaszombati járásában.

## Fekvése
Rimaszombattól 10 km-re, nyugatra található.
Osgyán a Szuha-patak völgyében fekszik, az 50-es országos főútvonal Losonc-Rimaszombat közötti szakasza mentén. Érinti a megszűnt Poltár-Rimaszombat-vasútvonal is. Tőle délre halad el az R2-es autóút.
Keletről Rimaszombat, északkeletről Kruzsnó, északról Susány és Fazekaszsaluzsány, északnyugatról Cserepes külterülete, nyugatról Kétkeresztúr, délről pedig Magyarhegymeg és Guszona községekkel határos. Nyugati határa egyben a történelmi Gömör-Kishont és Nógrád vármegyék határa is.
Osgyán kataszteri területe 37,1718 km², mely csak kismértékben változott a 20. század folyamán (1921-ben 36,66 km²).

## Története
A régészeti leletek tanúsága szerint területén már a kőkorszakban éltek emberek. A bükki kultúra és a nagyrévi kultúra nyomai kerültek elő a községben. A bronzkorból a pilinyi kultúra hamvasztásos sírjait tárták itt fel.
A település a 13. században keletkezett, első említése 1265-ben történt. A falut és plébániáját 1332-ben a pápai tizedjegyzékben "Osyan" alakban említik. 1348-ban "Osdyan", 1360-ban "Ozdyan", "Osdyan" néven szerepel az írott forrásokban. Egykor az Orlay, később a Bakos család birtoka volt. A 17. századtól a Korponay és Luzsénszky családoké.
Várkastélya 13. századi vár alapjaira épült a 17. században. A várat a 15. század közepén a husziták foglalták el, de 1460-ban Hunyadi Mátyás serege visszafoglalta. 1604. november 17-én itt győzte le Basta császári serege a Németh Balázs vezette hajdúk seregét. A császári katonaság Osgyánt is felgyújtotta, várának maradványaiból épült fel a reneszánsz várkastély.
Gimnáziuma a 17. században nyílott, amikor Bakos Gábor Fülek várának elfoglalása után az ottani iskolát Osgyánba, kastélyába költöztette. Később új épületet emeltetett neki. Az iskola 1853-ban a rimaszombati gimnáziummal egyesült és ezzel megszűnt. A falu egykor fazekasairól volt híres.
Vályi András szerint: "OSGYÁN. Ozdanitz. Népes magyar mező Város Hont Várm. földes Uraik B. Lusinszky, Korompai, és több Uraságok, kiknek szép Kastellyokkal ékesíttetik, lakosai katolikusok, többen evangelikusok, fekszik kies helyen, Szuha vize mellett, Apátinak, és Magyar Hegymegnek szomszédságában; határjában szántó földgyei három nyomásra vagynak osztva, kivált trágyázás után minden féle veteményt meg terem; gyümöltse sok van, réttyei nagyok’s kétszer kaszálhatók, erdeje meszsze ki terjedő, makk, és gubits termésre igen alkalmatos, jó tserép edényeket is készítenek némelly lakosai."
Fényes Elek szerint: "Osgyán, magyar falu, Gömör és Kis-Honth vmegyékben, ut. p. Rima-Szombathoz nyugotra 2 órányira a pesti postautban: 491 kath., 758 ev., 43 ref. lak. Kath. és evang. anyaszentegyház. Kastély egy dombon igen szép kilátással. Termékeny határ. A földesurak szőlőt is ültettek. Hajdan itt nevezetes evang. gymnasium volt, mellyet Osgyánnak örökös urai, a Bakosok alapitottak tulajdon várkastélyukban, most a gramm. oskolára olvadt le. F. u. a Bakos örökösök, u. m. báró Luzsinszky, Battik s m. t."
Gömör-Kishont vármegye monográfiája szerint: "Osgyán, Nógrád vármegye határán fekvő magyar kisközség, körjegyzőségi székhely, 252 házzal és 1455 róm. kath. és ág. ev. h. vallású lakossal. E község már a pápai tizedszedők jegyzékében szerepel Osyan alakban. Várát a husziták elfoglalták, de Mátyás király 1460-ban kiűzte őket innen és a várat visszafoglalta. Hajdan az Orlay család volt az ura. A XVI. század második felében még Orlé (Orlay) Miklós az osgyáni uradalom birtokosa, később pedig már a Bakos, Korponay és a báró Luzsénszky család, azonban ezekkel együtt még a Battik, Wolny és a Malatinszky család is. Most a báró Luzsénszky családnak, özv. Malatinszky Vilmosnénak, Szakall Barnabásnak, Vajda Andrásnak és dr. Rónay Károlynak van itt nagyobb birtoka. A hajdani várkastély, átalakított állapotban, magas dombtetőn áll és a br. Luzsénszky család tulajdona. A várkastélyban érdekes és nagybecsű levéltár és képtár van. E kastélyon kívül még két úrilak van a községben. Az egyik Farkas Ábrahám orsz. képviselőé, a másik özv. Malatinszkynéé. Azelőtt a községben híres evangélikus gimnázium volt, melyet a Bakosok alapítottak. Erről más helyen van szó. A XVIII. században a lakosok kiterjedt sertéstenyésztéssel foglalkoztak az itteni erdőkben. A községben két templom van. A róm. kath. templom 1747-ben épült. Az ág. ev. templom építési ideje ismeretlen. Bocskay István alatt a község harcz színhelye volt. 1848-ban az oroszok vonultak át a községen. Ide tartozik Antali, Feketerét, Istenkút, Kishegymeg, Zabzó, Szijbokor, Zsidó, Bábavölgy, Balinczé és Molnárka. Itt volt hajdan Sarampó község is, mely azonban már rég elpusztult. A községben van posta, távírója és vasúti állomása pedig Rimaszombat."
A trianoni békeszerződésig Gömör-Kishont vármegye Rimaszombati járásához tartozott. Az első bécsi döntés hírére november 2-án a lakosság az utcára vonult, de a csehszlovák rendvédelmi szervek a tömegbe lőttek, aminek egy halálos áldozata volt. 1938 és 1944 között újra Magyarország része.

## Népessége
| Év:            | 1994. | 2004.   | 2014.   | 2024.   |
| -------------- | ----- | ------- | ------- | ------- |
| Emberek száma: | 1516  | 1574    | 1641    | 1583    |
| Eltérés:       |       | +3,82 % | +4,25 % | -3,53 % |

| Év:            | 2023. | 2024.   |
| -------------- | ----- | ------- |
| Emberek száma: | 1590  | 1583    |
| Eltérés:       |       | -0,44 % |

1880-ban 1374 lakosából 1183 magyar, 82 szlovák, 56 egyéb, 11 német anyanyelvű és 42 csecsemő volt.
1890-ben 1470 lakosából 1340 magyar és 119 szlovák anyanyelvű volt.
1900-ban 1455 lakosából 1312  magyar és 141 szlovák anyanyelvű volt.
1910-ben 1429 lakosából 1358 magyar, 65 szlovák, 4 német, 1 román és 1 más nemzetiségű; ebből 863 római katolikus, 492 evangélikus, 48 református, 24 zsidó és 2 görögkatolikus vallású.
1921-ben 1373-an lakták, ebből 995 magyar, 322 pedig csehszlovák nemzetiségű.
1930-ban 1670 lakosából 801 magyar és 691 csehszlovák volt.
1941-ben 1450 lakosából 1028 magyar és 268 szlovák volt.
1991-ben 1505 lakosából 531 magyar és 944 szlovák volt.
2001-ben 1577 lakosából 1049 (66.5%) szlovák és 411 (26.1%) magyar.
2011-ben 1629 lakosából 1102 szlovák és 328 magyar volt.
2021-ben 1624 lakosából 1207 szlovák, 310 magyar (19%), 5 cigány, 4 cseh, 3 lengyel, 1 orosz, 1 egyéb, 93 ismeretlen nemzetiségű.

## Híres emberek
- Itt született (1680-1714) Korponayné Géczy Julianna, aki Jókai Mór „A  lőcsei fehér asszony” című regényének ihletője volt.
- Itt született 1707-ben Fábri Gergely a Dunántúli evangélikus egyházkerület szuperintendense (azaz püspöke) 1750-től 1753-ig.
- Itt született az 1740-es években Török József apát-plébános.
- Itt született[forrás?] 1846-ban Vidor Pál színművész, színigazgató, színműíró, 1904–1906 között a Népszínház igazgatója.
- Gimnáziumában tanított 1817-ben Ján Chalupka szlovák író.
- Itt élt Vona Gábor, aki nagyapja volt a Jobbik jelenlegi elnökének, Vona Gábornak.
- Itt tanult Perlaky József (1701–1749) a Dunántúli evangélikus egyházkerület szuperintendense (azaz püspöke) 1746-tól haláláig.
- Itt tanult Szontágh Sámuel (1736–1822) a Tiszai evangélikus egyházkerület püspöke 1808-tól haláláig.
- Itt tanult Janovszky Pál (1742–1794) ágostai evangélikus tanító.
- Itt tanult Reuss Sámuel (1783–1852) evangélikus lelkész, történész, néprajzkutató.
- Itt tanult Schulek M. Gáspár (1788–1827) evangélikus lelkész, pozsonyi teológiai tanár.
- Itt tanult Csink János (1823–1905) nyelvész, evangélikus tanító, az első magyar nyelvű angol nyelvkönyv írója.

## Nevezetességei
- 17. századi várkastélya eredetileg reneszánsz stílusban épült, majd barokk-klasszicista stílusban alakították át. Egykor könyvtár és képtár volt benne.  A második világháborúban súlyosan megsérült.
- Szent Mihály arkangyal tiszteletére szentelt római katolikus temploma 1768 és 1774 között épült.
- Klasszicista kúriája 1800 körül készült.
- evangélikus temploma 1825-ben létesült.
- Neogótikus kúriája a 19. század végén épült.

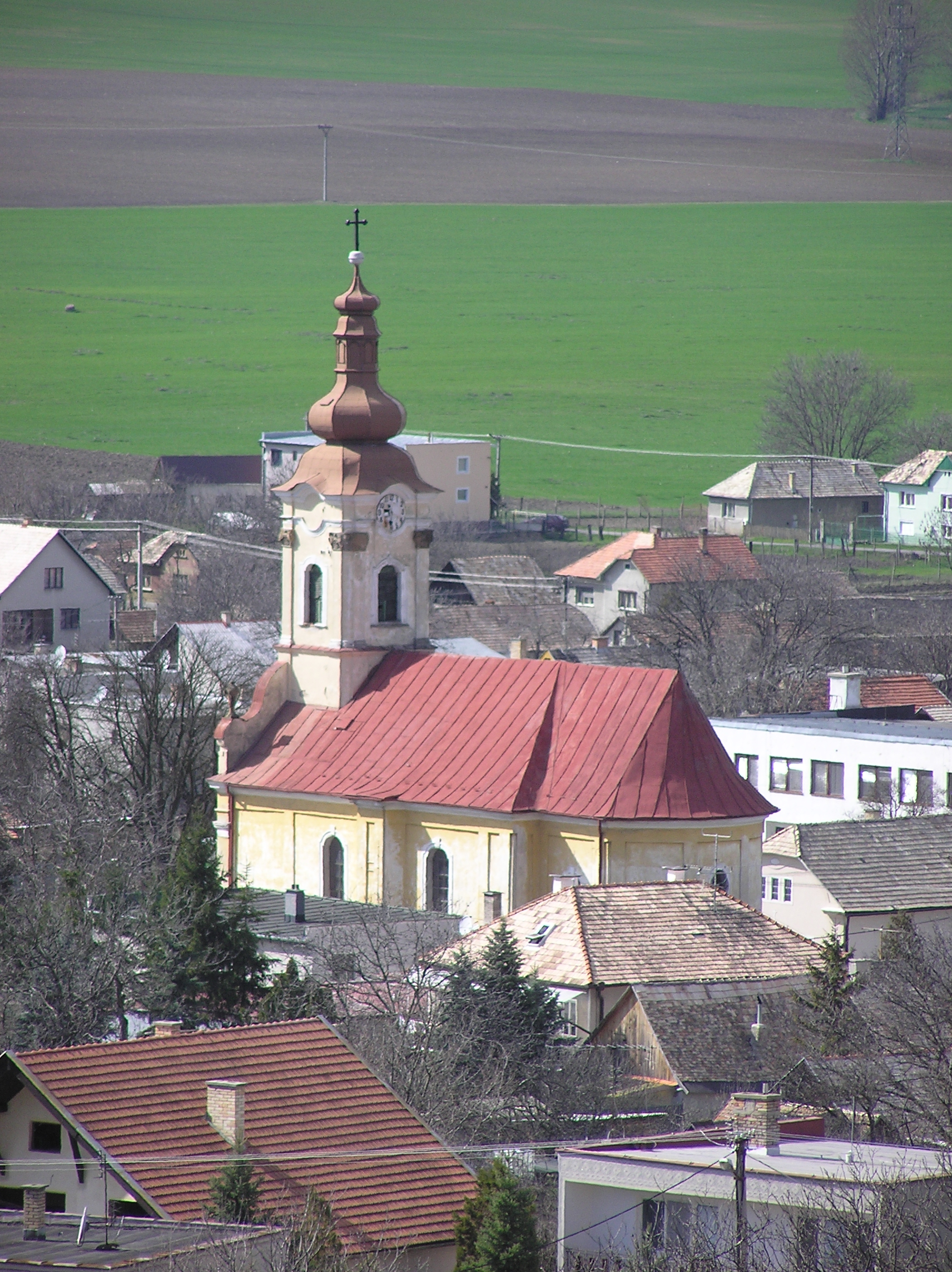
Szent Mihály római katolikus templom
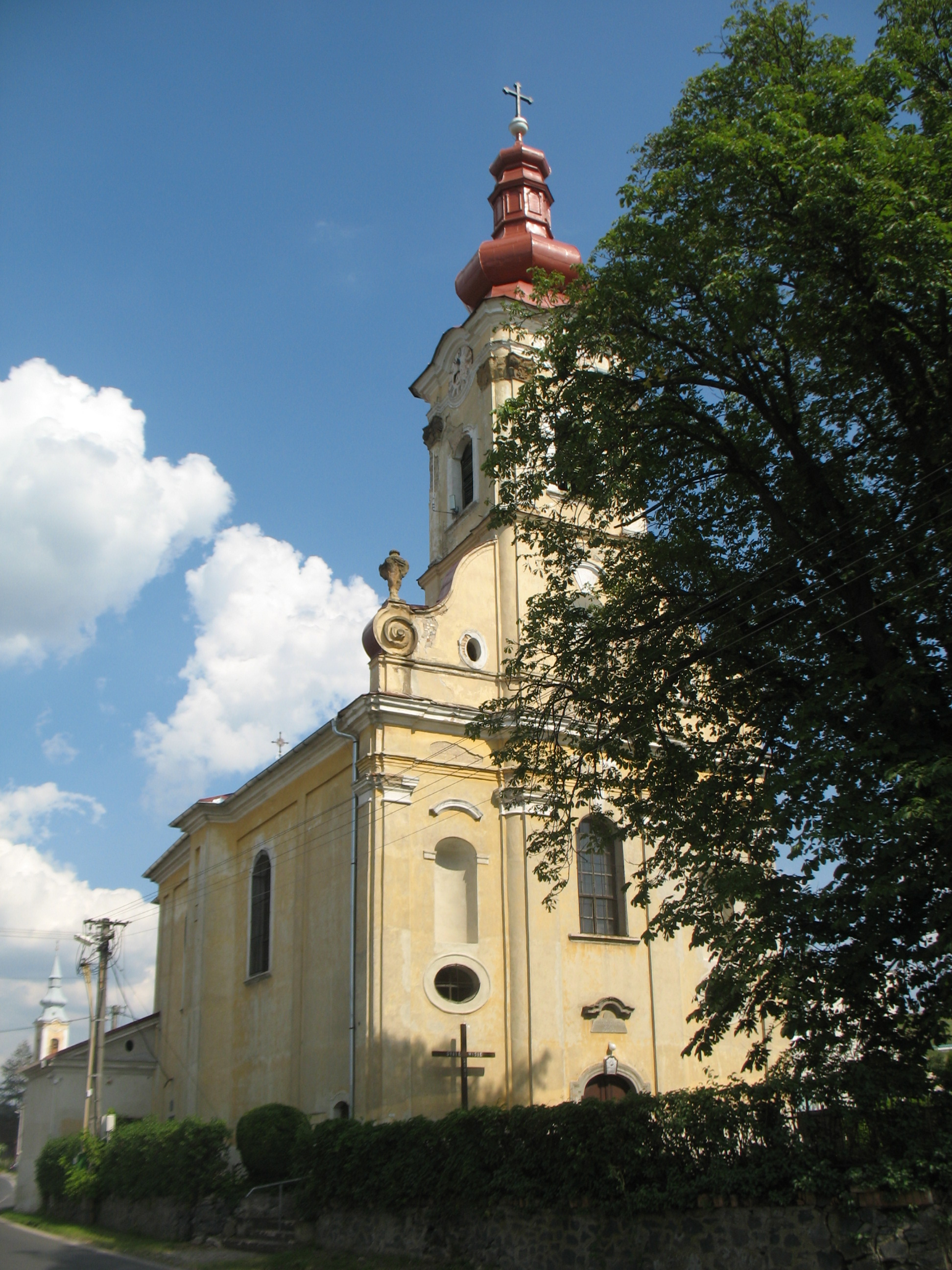
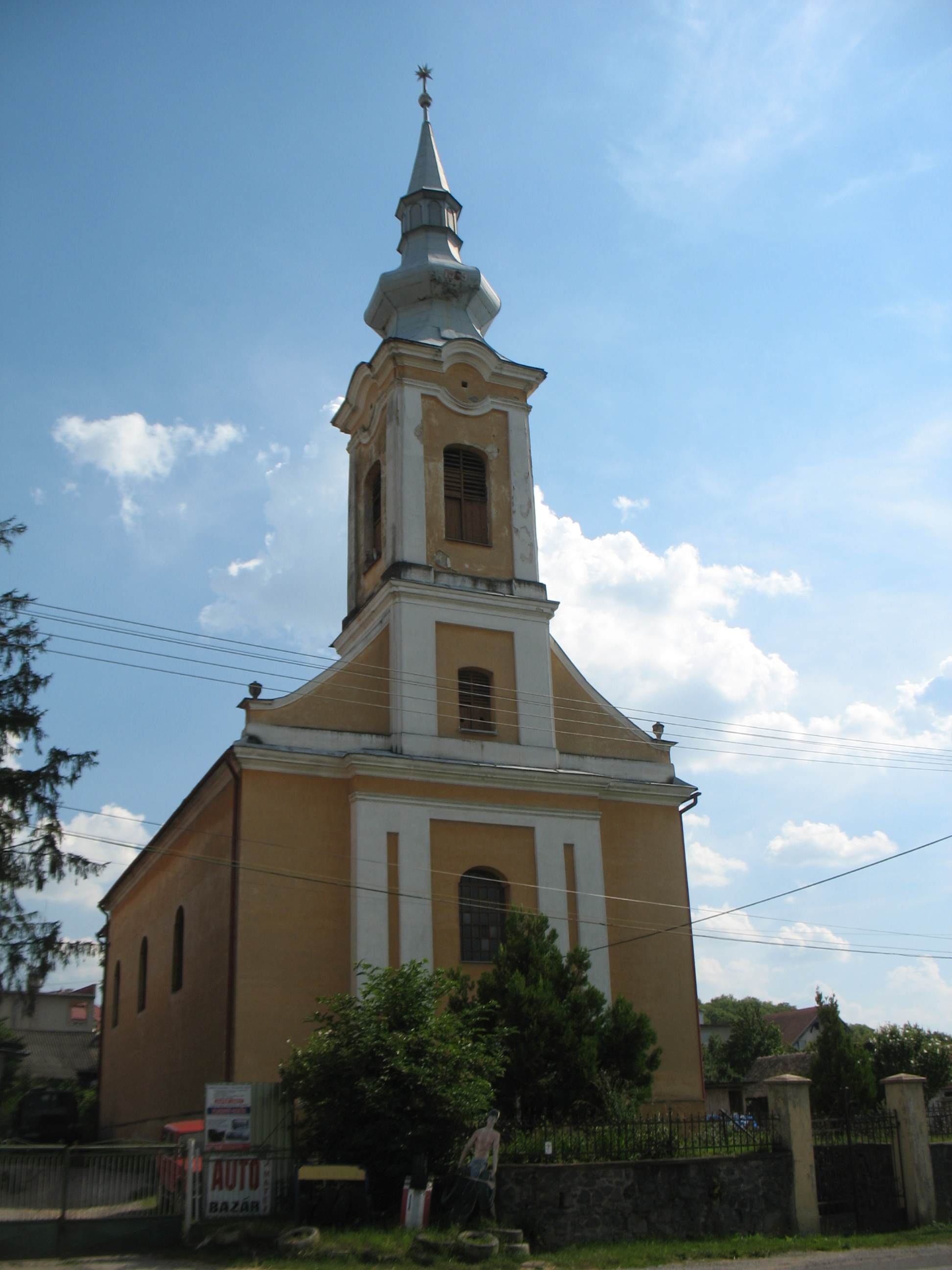
Evangélikus templom
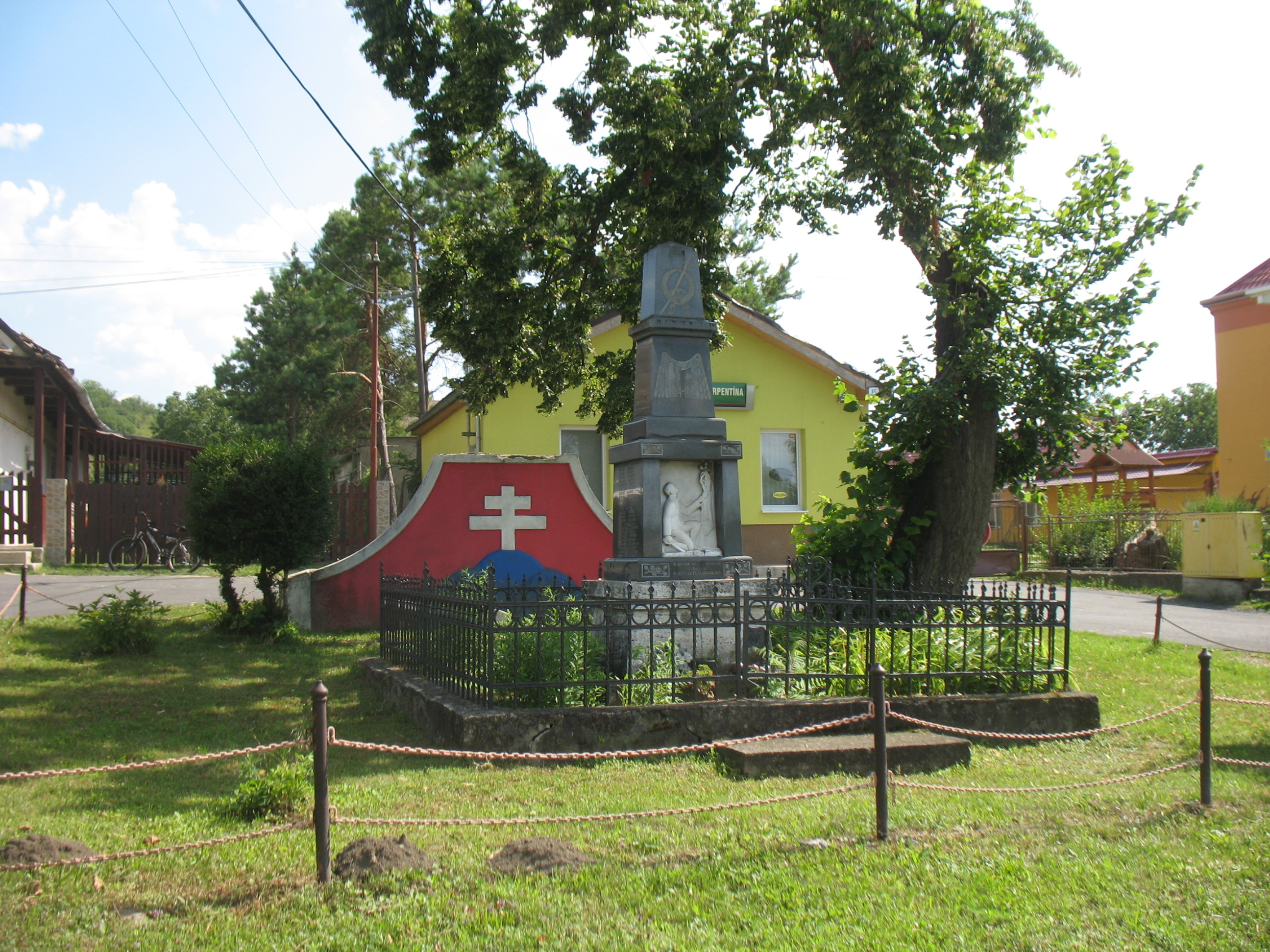
I. világháborús emlékmű
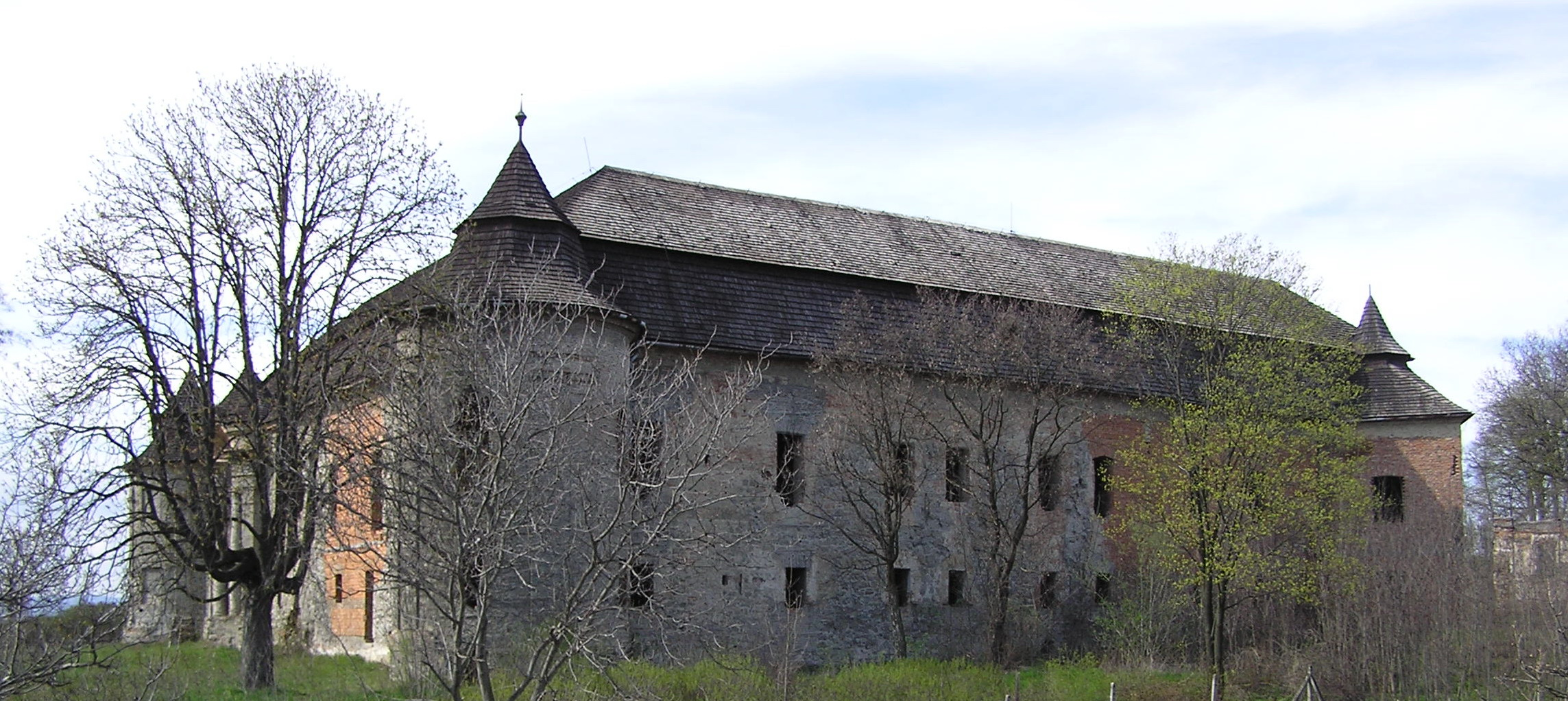
Az osgyáni várkastély